# Laukonselkä
Laukonselkä är en sjö i Finland. Den ligger i Vesilahti i landskapet Birkaland, i den södra delen av landet, 150 km nordväst om huvudstaden Helsingfors. Laukonselkä ligger 69 meter över havet.